# Luis Vallenilla
Luis José Vallenilla Pacheco, plus couramment appelé Luis Vallenilla, né le 13 mars 1974 à Caracas au Venezuela, est un footballeur international vénézuélien. 

## Biographie

### Équipe nationale
Luis Vallenilla est convoqué pour la première fois en sélection le 27 mars 1996 lors d'un match amical contre le Guatelama (victoire 3-0). Le 13 janvier 2002, Il marque son seul but en sélection lors d'un match amical contre le Cameroun (1-1). 
Il dispute quatre Copa América : en 1997, 2001, 2004 et 2007. Il atteint les quarts de finale de cette compétition en 2007. Il joue également 31 matchs comptant pour les tours préliminaires de la coupe du monde, lors des éditions 1998, 2002, 2006 et enfin 2010.
Au total il compte 77 sélections et 1 but en équipe du Venezuela entre 1996 et 2007.

## Statistiques

### En sélection nationale
| Saison                | Sélection             | Phases finales        | Phases finales | Phases finales | Phases finales | Éliminatoires CDM | Éliminatoires CDM | Éliminatoires CDM | Matchs amicaux | Matchs amicaux | Matchs amicaux | Total | Total | Total |
| Saison                | Sélection             | Compétition           | M              | B              | Pd             | M                 | B                 | Pd                | M              | B              | Pd             | M     | B     | Pd    |
| --------------------- | --------------------- | --------------------- | -------------- | -------------- | -------------- | ----------------- | ----------------- | ----------------- | -------------- | -------------- | -------------- | ----- | ----- | ----- |
| 1995-1996             | Venezuela             | -                     | -              | -              | -              | 1                 | 0                 | 0                 | 3              | 0              | 0              | 4     | 0     | 0     |
| 1996-1997             | Venezuela             | Copa América 1997     | 3              | 0              | 0              | 3                 | 0                 | 0                 | 4              | 0              | 0              | 10    | 0     | 0     |
| 1997-1998             | Venezuela             | -                     | -              | -              | -              | 3                 | 0                 | 0                 | -              | -              | -              | 3     | 0     | 0     |
| 1999-2000             | Venezuela             | -                     | -              | -              | -              | 0                 | 0                 | 0                 | -              | -              | -              | 0     | 0     | 0     |
| 2000-2001             | Venezuela             | Copa América 2001     | 1              | 0              | 0              | 4                 | 0                 | 0                 | 1              | 0              | 0              | 6     | 0     | 0     |
| 2001-2002             | Venezuela             | -                     | -              | -              | -              | 4                 | 0                 | 0                 | 3              | 1              | 0              | 7     | 1     | 0     |
| 2002-2003             | Venezuela             | -                     | -              | -              | -              | -                 | -                 | -                 | 10             | 0              | 0              | 10    | 0     | 0     |
| 2003-2004             | Venezuela             | Copa América 2004     | 3              | 0              | 0              | 7                 | 0                 | 0                 | 4              | 0              | 0              | 14    | 0     | 0     |
| 2004-2005             | Venezuela             | -                     | -              | -              | -              | 5                 | 0                 | 0                 | 1              | 0              | 0              | 6     | 0     | 0     |
| 2005-2006             | Venezuela             | -                     | -              | -              | -              | 1                 | 0                 | 0                 | -              | -              | -              | 1     | 0     | 0     |
| 2006-2007             | Venezuela             | Copa América 2007     | 0              | 0              | 0              | -                 | -                 | -                 | 11             | 0              | 0              | 11    | 0     | 0     |
| 2007-2008             | Venezuela             | -                     | -              | -              | -              | 3                 | 0                 | 0                 | 2              | 0              | 0              | 5     | 0     | 0     |
| Total sur la carrière | Total sur la carrière | Total sur la carrière | 7              | 0              | 0              | 31                | 0                 | 0                 | 39             | 1              | 0              | 77    | 1     | 0     |

## Palmarès
- Avec le Caracas FC
  - Champion du Venezuela en 2001, 2003 et 2004

- Avec le Mineros Guayana
  - Vainqueur de la Coupe du Venezuela en 2012